# Gare de Plouigneau
La gare de Plouigneau est une gare ferroviaire française de la ligne de Paris-Montparnasse à Brest, située sur le territoire de la commune de Plouigneau, dans le département du Finistère, en région Bretagne.
Elle est mise en service en 1865 par la compagnie des chemins de fer de l'Ouest.
C'est une halte voyageurs de la Société nationale des chemins de fer français (SNCF) desservie par des trains express régionaux TER Bretagne.

## Situation ferroviaire
Établie à 140 mètres d'altitude, la gare de Plouigneau est située au point kilométrique (PK) 553,412 de la ligne de Paris-Montparnasse à Brest, entre les gares de Plounérin et de Morlaix.

## Histoire
Plouigneau, quinzième station depuis Rennes, est édifiée au lieu-dit Lann-Plouigneau à environ 700 mètres du bourg de la commune qui est un chef-lieu de canton comptant 4 900 habitants. La compagnie des chemins de fer de l'Ouest la met en service, sur sa ligne de Paris-Montparnasse à Brest, lors de l'ouverture du tronçon à voie unique de Guingamp à Brest le 19 avril 1865.
En 2011, la halte est équipée d'un abri neuf de type TER Bretagne sur le quai pour Morlaix et d'un banc sur celui en direction de Saint-Brieuc. Les panneaux annonçant le nom de la halte sont maintenant bilingues français (Plouigneau) et breton (Plouigno).

## Service des voyageurs

### Accueil
Halte SNCF, c'est un point d'arrêt non géré (PANG) à entrée libre. Elle est équipée de deux quais latéraux avec un abri sur le quai en direction de Morlaix et un banc sur celui en direction de Saint-Brieuc. Un passage planchéié permet la traversée des voies par les voyageurs.

### Desserte
Plouigneau est desservie par des trains TER Bretagne qui effectuent des missions entre les gares de Saint-Brieuc ou Guingamp et Morlaix ou Brest.

## Fréquentation
De 2015 à 2023, selon les estimations de la SNCF, la fréquentation annuelle de la gare s'élève aux nombres indiqués dans le tableau ci-dessous.
| Année     | 2015  | 2016  | 2017  | 2018 | 2019  | 2020 | 2021  | 2022  | 2023  |
| --------- | ----- | ----- | ----- | ---- | ----- | ---- | ----- | ----- | ----- |
| Voyageurs | 1 204 | 1 322 | 1 096 | 907  | 1 301 | 841  | 1 405 | 3 043 | 4 247 |

### Intermodalité
Un parking pour les véhicules y est aménagé.

Galerie de photographies
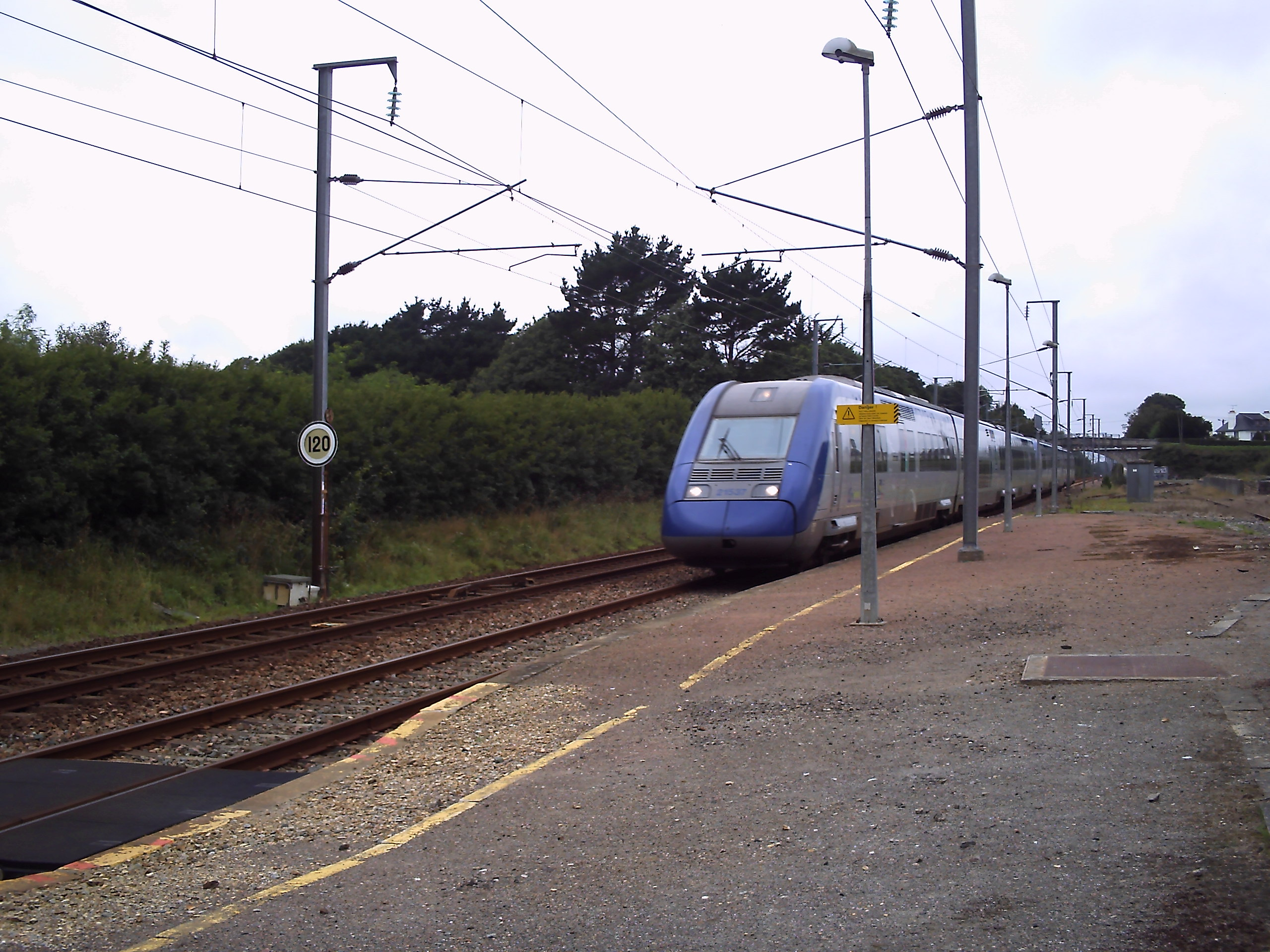
Automotrice Z 21537 passant en gare de Plouigneau.
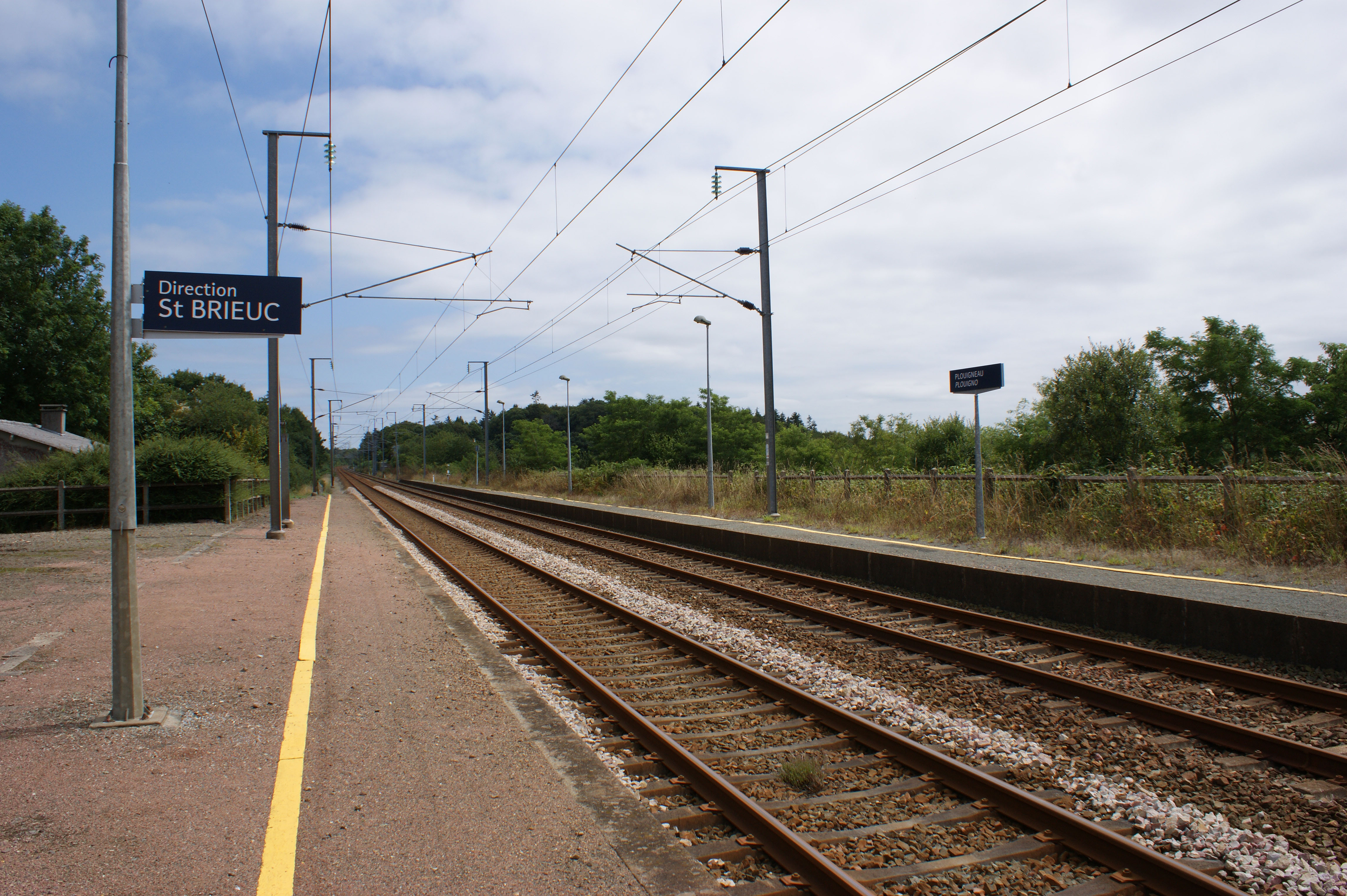
Voies et quais vers Saint-Brieuc.
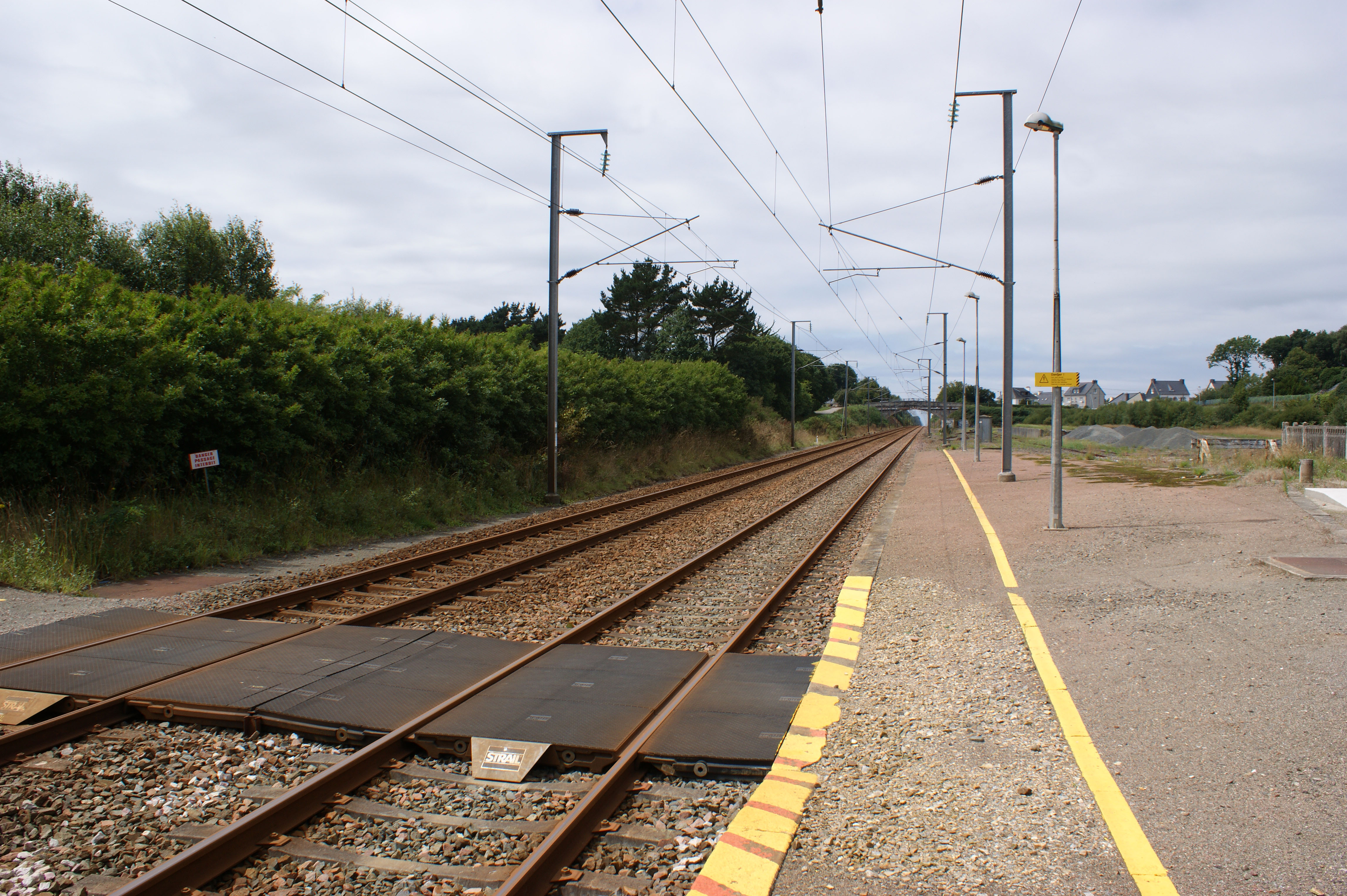
Voies et quais vers Morlaix.
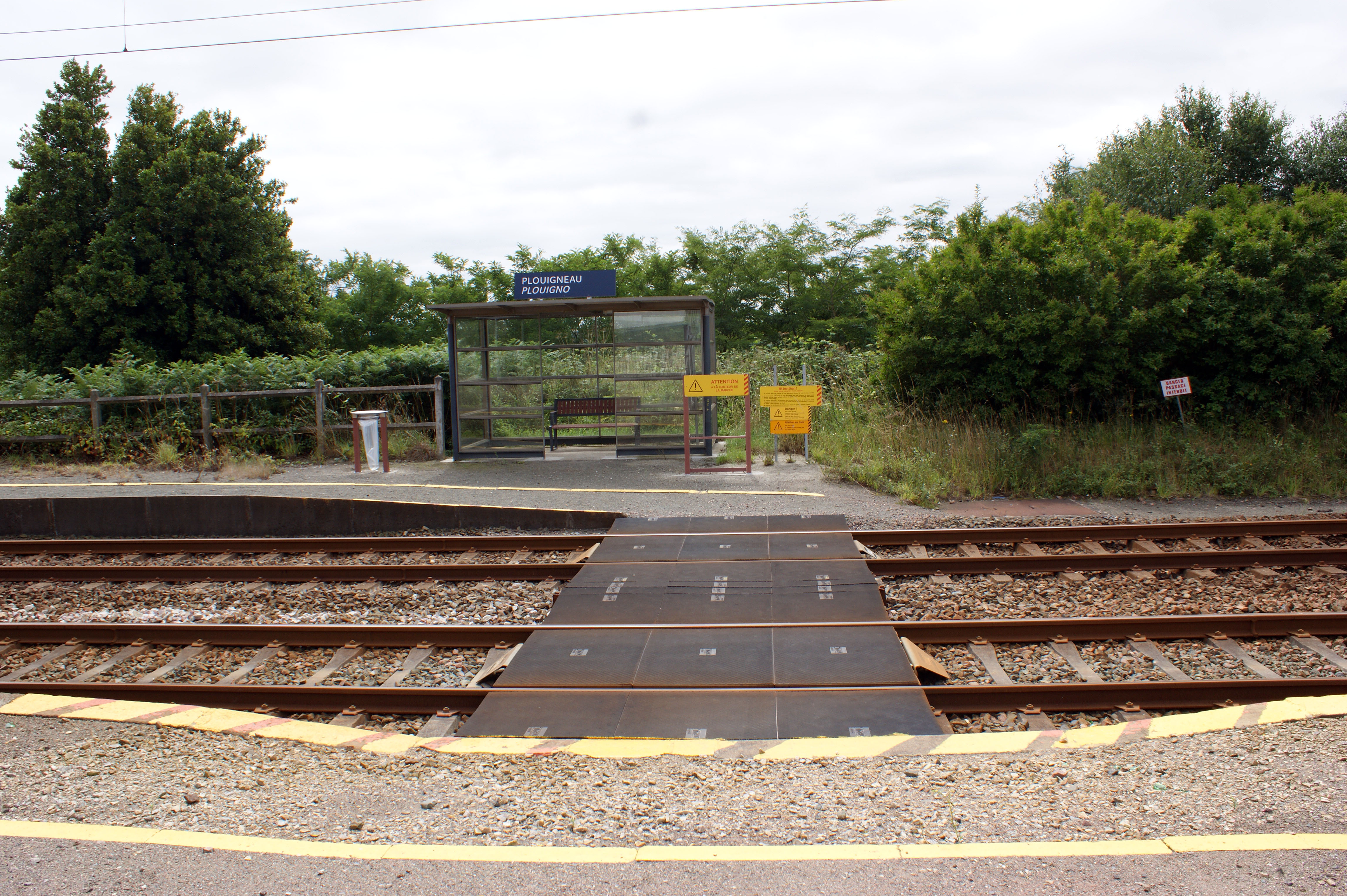
Les voies, le passage d'un quai à l'autre et l'abri du quai vers Morlaix.